# Schwarzenberg (Áustria)
Schwarzenberg é um município da Áustria, situado no distrito de Bregenz, no estado de Vorarlberg. Tem 25,78 km² de área e sua população em 2019 foi estimada em 1.826 habitantes.